# Marian Suski
Marian Franciszek Suski (* 2. November 1905 in Kielce; † 25. Dezember 1993 in Breslau) war ein polnischer Säbelfechter und Hochschullehrer.

## Leben
Marian Suski gewann 1934 in Warschau bei den Weltmeisterschaften mit der Mannschaft Bronze. In der Einzelkonkurrenz belegte er den vierten Platz. Zweimal nahm er an Olympischen Spielen teil: bei den Olympischen Spielen 1932 in Los Angeles zog er mit der Mannschaft in die Finalrunde ein, in der Polen hinter Italien und Ungarn den dritten Platz belegte. Neben Suski gewannen Władysław Dobrowolski, Leszek Lubicz, Adam Papée, Władysław Segda und Tadeusz Friedrich Bronze. 1936 verpasste er in Berlin mit der Mannschaft als Vierter knapp einen weiteren Medaillengewinn. 1950 wurde er polnischer Meister.
Von 1924 bis 1927 besuchte er die Offiziersschule für Ingenieure in Warschau und diente zunächst ab 1928 im Warschauer Telegrafenregiment. Er studierte kurzzeitig Elektrotechnik in Paris, ehe er wieder in den aktiven Militärdienst eintrat. 1938 erwarb Suski einen Abschluss in Elektrotechnik an der Technischen Universität Warschau. Im Zweiten Weltkrieg kommandierte er 1939 während der Verteidigung Warschaus ein Kommunikationszentrum. Nach der polnischen Kapitulation geriet er bis Kriegsende in Kriegsgefangenschaft, die er im Oflag VII A verbrachte. Nach dem Krieg lehrte er, ab 1974 als Professor, an der Technischen Universität Breslau.
Sein Neffe Leszek Suski war ebenfalls olympischer Fechter.